# Национални пут Јапана 101
Национални пут Јапана 101 је Национални пут у Јапану, пут број 101, који спаја градове Аомори и Акита, укупне дужине 251,2 км км.

## Историја
- 18. мај 1953: Национални аутопут 101 друге класе (од Аомори до Ноширо)
- 1. април 1965: Национални аутопут 101 (од Аомори до Ноширо)
- 1. април 1993: Национални аутопут 101 (од Аомори до Акита)